# Rocketbirds: Hardboiled Chicken
『Rocketbirds: Hardboiled Chicken』（ロケットバード: ハードボイルド・チキン）は日本では2011年11月24日にPlayStation 3、2013年4月25日にPlayStation Vitaで配信開始されたダウンロード販売専用ソフト。発売はカタストリラボ、開発はラットループアジア。

## 概要
本作はかつてPC向けに配信され、インディーズゲーム業界で数々の賞を受賞したFLASHゲーム『Rocketbirds: Revolution!』をベースに、新たな武器やステージ、協力プレイなどの追加要素の実装や、グラフィック面の向上などの処理を施したリメイク的な作品に当たる。最初にPS3版が配信され、その後携帯機用に各種調整を加えたvita版の配信も開始された。
プレイヤーは、主人公である伝説のニワトリ・ハードボイルド・チキンを操作し、軍事国家・アルバトロポリスのリーダーであるプツキの殺害を目指す。
登場するキャラクターは全て擬人化された鳥類で、コミカルなビジュアルとは裏腹にシリアスでハードボイルドな世界観が特徴。また、音楽面では、随所でインディーズの音楽バンド「New World Revolution」によるロックミュージックが使用されており、ゲーム内の演出を盛り上げている。
後に続編『Rocketbirds 2: Evolution』が発売された。

## ゲーム内容
ゲームシステムは2Dタイプのシューティングアクションで、拳銃やマシンガン、手榴弾などの銃火器を武器に敵を倒していく。シングルプレイは全15ステージ（チャプター）で、マルチプレイは全10ステージ。
先に進むには敵を倒すだけでなく、ステージのどこかにあるカードキーを入手して扉のロックを解除したり、箱やエレベーターを用いた謎解きをする必要があるなど、パズルアドベンチャー的な要素も含まれている。また、ゲーム中盤で入手できる「ブレインバグ」で敵を操作し、プレイヤーキャラでは進めない場所を間接的に攻略させ、進むべき道を切り開く場面もある。一部のステージではロケットパックと呼ばれる飛行装置を駆使し、はるか上空を縦横無尽に飛び回りながら敵と戦う空中戦（ロケットパクション）チャプターも存在する。
マルチプレイ時はシングルプレイ時とは若干操作が異なり、高いところに移動するにはパートナーを担ぎ上げてから引き上げてもらう必要があったり、片方がトラップのスイッチを解除している間にもう片方が先に進んだりなど、協力して先に進んでいくことになる。

### 武器
ゲームを進めていくと、チャプター内に武器が落ちている場合がある。入手すると以後使用できるようになり、後により上位の性能を持つ武器を入手した場合は自動的に置き換えられる仕組み。また、下記以外にも敵のみが使用する「バズーカ」や、特定の条件を満たしたときのみ入手できる「隠し武器」も存在する。
通常武器
前方正面に有効。武器の弾薬は全武器共通で、弾薬がない場合は使用できなくなるが、特定のアイテムを拾うことで補充可能。
- ハンドガン…ハードボイルド・チキンの初期装備。これといった特徴のない扱いやすい武器。
- マシンガン系…マシンガン、サブマシンガン、ライトマシンガンなど。連射力に優れる。

- ショットガン系…ショットガン、重機関銃など。近距離使用で大きな効果を発揮する。

投擲武器
放物線を描くように飛ぶのが特徴で、構え時に射角を調節可能。弾薬は無限で、制限なく使用することができる。
- 手榴弾…相手にダメージを与える投擲武器。爆風に触れると、自分もダメージを受ける。
- ブレインバグ…敵キャラクターに取り付き、対象を操り人形にする。ブレインバグされたキャラが死亡すると解除。

## 登場キャラクター
ハードボイルド・チキン
本作の主人公。数々の戦場を潜り抜けてきた伝説の兵士。
背中に背負ったロケットパックと、白い星印のついたバンダナがトレードマーク。
プツキ
全体主義の軍事国家・アルバトロポリスのリーダー。
「ペンギン軍隊」を擁する独裁者だが、性格は臆病で気弱。
ブルノ
プツキの側近。額に黒い星印の烙印を持つ。
レジスタンス（紅冠鳥）。
反プツキの抵抗勢力。ハードボイルド・チキンに協力する。
セキセイインコ部隊
協力プレイ時のプレイヤーキャラクター。通称・チビインコ。全6羽。
将軍殿の娘の救出任務に向かう。